# 헥타르

1 헥타르의 개념도

헥타르(hectare, ㏊)는 10,000 제곱미터(100m×100m), 또는 {\displaystyle 10^{-2}km^{2}}에 해당하는 넓이로, 보통 산이나 밭의 땅 넓이를 재는 데 쓰인다. 아르의 100배에 해당하며, 한 변이 100 미터인 정사각형의 면적과 같다.
아르(100 m2)에서 파생된 넓이 표기 단위로, 사용례가 적은 아르와 데카르(1,000 m2)와 달리 헥타르는 널리 사용하는 넓이 단위이다. 흔히 축구장 또는 운동장 크기에 해당하는 넓이이며, 흔히 방송에서 3개 축구장 넓이라고 한다면 약 3 헥타르를 의미한다. 우리가 축구장으로 인식하는 선으로 표시한 공식 축구장과 주변 잔디를 포함하면 약 1헥타르 정도의 넓이가 된다.
1905년 대한제국 도량형 법에는 1헥타르를 1먹(또는 목)으로 고조선시대 기록에서도 사용하는 10진법 기반의 '결부속파법'(結負束把法)의 단위에 적용하여 사용하기로 했었다. 그러나 이는 실무에 적용하는 과정에서 법적 효력을 잃었고, 현재는 결부속파법 대신 유럽의 용어를 그대로 사용한다.

## 파생 단위
- 센티아르(centiare, ca)
- 데시아르(deciare)
- 아르(are)
- 데카르(decare)
- 헥타르(hectare)

## 같이 보기
- 단위 변환
- 헥토미터
- 크기 정도